# Żabbar
Żabbar es un consejo local y la quinta ciudad en importancia de Malta, con poco más de 15.002 habitantes en 2011. Originalmente parte de Zejtun, a Żabbar le fue atribuida el estatuto de Citta Hompesch por el último de los Grandes Maestros de la Orden de Malta en reinar en la isla, Ferdinand von Hompesch.
La ciudad es muy devota a Nuestra Señora de Gracia, a la cual está dedicado el santuario de la ciudad.
El nombre de la ciudad deriva probablemente del maltés inżabbar, que se refiere al proceso de cuidados de los árboles, la poda de las ramas desordenadas y muertas. En efecto, se sabe que varias familias especializadas en esto vivieron en los alrededores del pueblo durante la Edad Media.

## Geografía
- Altitud: 30 metros.